# Вигур
Вигур (исл. Vigur) малено је повремено насељено острво у северном Атлантику. Административно припада Исланду, односно његовом округу Вестфирдир. Острво се налази на северозападу Исланда, у уском фјордовском заливу Исафјардардјуп, на око 210 км северно од главног града Рејкјавика.
Са површином од свега око 0,59 km² Вигур је друго по величини међу три острва у Исафјардардјупу (површином је већи Ајдеј, а мањи Боргареј). Острво је јако издужено у смеру север-југ у дужини од око 2 км, док је максимална ширина свега 0,4 км.
Захваљујући бујним пашњацима Вигур је још од средњег века служио као место за испашу оваца, а на њему се и данас налази фарма оваца која је у власништву једне породице. На југу острва се налази ветрењача саграђена 1840, била је у погону све до 1917, а данас представља једини објекат те врсте на Исланду.
Острво је и значајно орнитолошко станиште, а најпознатије врсте птица које ту обитавају су арктичка чигра, тупик и црна њорка.